# Estación Experimental de Plantas para Paisajes
La Estación Experimental de Plantas para Paisajes (en japonés 緑地植物実験所, Ryokuchi Shokubutsu Jikkenjo), también conocido como Arboretum Kemigawa es un arboretum de 47.031 m² de extensión, dedicado al cultivo e investigación de plantas ornamentales dependiente de la de la facultad de agricultura de la Universidad de Tokio, que se encuentra en la ciudad de Chiba, Japón.
Actualmente, nos mudamos al 1-1-1 Midorimachi, Nishi-Tokyo, Tokio y Tanashi Exercise Forest.
El código de reconocimiento internacional del Ryokuchi Shokubutsu Jikkenjo como institución botánica (en el Botanical Gardens Conservation International - BGCI), así como las siglas de su herbario es CHIBA.

## Localización
Ryokuchi Shokubutsu Jikkenjo Kemigawa Arboretum Experimental Station of Plants for Landscaping, Faculty of Agriculture, University of Tokyo, Hata-machi 1051, Hanamigawa-ku Chiba-shi, Chiba-ken, Japón.
Planos y vistas satelitales.35°39′44.59″N 140°4′29.06″E / 35.6623861, 140.0747389
Se abre diariamente excepto los lunes; se cobra una tarifa de entrada.

## Historia
El arboretum fue creado en 1965 como una "Estación Experimental Hortícola" para albergar y estudiar las plantas ornamentales y formadoras de paisajes, que se utilizan en el jardín japonés, con el objetivo de desarrollar las técnicas para su cultivo, crianza, y uso.
En 1975 evolucionó como la "Estación Experimental de las Plantas para Ajardinamiento" para reflejar la importancia en la protección del medio ambiente, de las plantas que se utilizan en la creación de los jardines japoneses. En 1989, la estación recibió su nombre actual.

## Colecciones
El arboretum contiene unas 350 especies (500 variedades) de plantas arboladas y flores, con colecciones de:
- Camellia japonica con 130 variedades,
- Camellia sasanqua con 30 variedades),
- Nelumbo nucifera y Nelumbo lutea, con 250 variedades

El arboretum también contiene otras especies de plantas acuáticas, variedades hierbas para césped, y otras especies herbáceas, así como un arboretum general, y dos invernaderos.